# Oakley Capital
Oakley Capital ist eine paneuropäische Private-Equity-Investment-Gesellschaft.
Das Unternehmen Oakley Capital Limited mit Sitz in London wurde 2002 durch den britischen Unternehmer Peter Dubens als private Vermögensverwaltungsgruppe, die Private Equity und Venture Capital umfasst, gegründet. Mit der Oakley Capital Manager S.a r.l wurde eine in Luxemburg ansässige operative Managementgesellschaft eingerichtet mit Büros in London, Luxemburg, München und Mailand.
Oakley bietet mittelständische Unternehmen in den vier Kernsektoren Technologie-, Verbraucher-, Bildungs- und Unternehmensdienstleistungen Partnerschaften an. Seit Gründung hat die Gesellschaft in über 40 mittelständische Unternehmen in 11 Ländern investiert und dabei mehr als 150 Unternehmenszukäufe erfolgreich begleitet.

## Beteiligungen
(Quelle: )
- Technologie
  - Contabo
  - Cegid
  - Seedtag
  - Alerce
  - Daisy
  - Damovo
  - Ecommerce one
  - Headland Media
  - HEG
  - Host Europe Group
  - Intergenia
  - Ocean Technologies Group
  - Vitroconnect
  - Webcentral
  - WebPros
  - Horizons Optical
- Consumer
  - Idealista
  - Dexters
  - Gymondo
  - Alessi
  - atHome
  - Emesa
  - Facile
  - Globe-Trotter
  - North-Sails
  - Parship Elite Group / ElitePartner
  - Time Out
  - Verviox
  - Vice Golf
  - Windstar Medical
  - Wishcard Technologies Group
- Education
  - IU Group (ehem. Career Partner)
  - Bright Stars
  - ACE Education
  - Affinitas Education
  - Inspired
  - Schülerhilfe
  - Thomas’s London Day Schools
- Business Services
  - TechInsights
  - Phenna Group
  - Liberty Dental Group
  - Steer Automotive Group
  - vLex